# Stephan Haukohl
Stephan Haukohl (* 27. Juni 1993 in Stuttgart) ist ein deutscher Basketballspieler.

## Karriere
Haukohl wuchs in München auf und begann beim TSV Forstenried und beim SV Germering im Verein Basketball zu spielen. 2009 ging er nach Jena an das GuthsMuths-Sportgymnasium und spielte für die Juniorenmannschaft des Zweitligisten Science City Jena in der Nachwuchs-Basketball-Bundesliga (NBBL). Zusammen mit unter anderem den Voigtmann-Brüdern Johannes und Georg gewann man zweimal (2011 und 2012) die Hauptrunden-Division der NBBL, verpasste aber in den Play-offs den Einzug in das Top Four.
Im Seniorenbereich spielte Haukohl zunächst in der Regionalliga-Mannschaft des TuS Jena, der Reserve des Zweitligisten, bevor er in der Saison 2010/11 eine Klasse höher in der ProB in zwei Einsätzen beim Aufsteiger Oettinger Rockets aus Gotha mitwirkte. Zu insgesamt drei Einsätzen kam Haukohl dann in der ProA-Saison 2011/12 wiederum eine Klasse höher jedoch für Science City. Nach dem Saisonende verließ neben Johannes Voigtmann auch Haukohl den Verein aus Jena und wechselte zum Ligakonkurrenten nach Ehingen, der ebenfalls über eine gute Nachwuchsarbeit verfügte und in Kooperation mit der Urspringschule bis 2012 vier von sechs NBBL-Meisterschaften gewonnen hatte. Mit seinen ehemaligen Rivalen aus der NBBL erreichte Haukohl in der ProA-Saison 2012/13 punktgleich mit seinem ehemaligen Verein aus Jena die erstmalige Play-off-Qualifikation in der ProA um den Aufstieg in die höchste Spielklasse. In der ersten Play-off-Runde verlor man jedoch glatt ohne eigenen Sieg gegen den Hauptrundenersten SC Rasta Vechta, der als Meister später in die Basketball-Bundesliga aufstieg. In der folgenden Saison 2013/14 wurde Haukohl sowohl im Oktober 2013 als auch im April 2014 zum Youngster des Monats der Spielklasse gekürt und erreichte schließlich auch die Auszeichnung als Youngster des Jahres, als die Ehinger unter Trainer Ralph Junge, der zudem zum Trainer des Jahres gekürt wurde, als Hauptrundendritter in die Play-offs einzogen. In der ersten Play-off-Runde schied man trotz Heimvorteils im ersten Spiel knapp in fünf Spielen gegen den ehemaligen Erstligisten aus Nürnberg aus, der mit seiner professionellen ersten Mannschaft unter dem Sponsorennamen Rent4office antrat. Die Nürnberger scheiterten jedoch in der folgenden Meisterrunde selbst am Aufstieg in die höchste Spielklasse und verpflichteten zur folgenden Saison Trainer Junge, der zudem noch Haukohl mitbrachte.
Mit guten Leistungen im Trikot der Nürnberger machte Haukohl auch 2014/15 auf sich aufmerksam und wechselte nach Saisonende in die Bundesliga. Beim Mitteldeutschen BC aus Weißenfels unterzeichnete er einen Vertrag bis Sommer 2016.
Nach dem anschließenden Abstieg aus der 1. Bundesliga kehrte er zum ProA-Meister nach Jena zurück und spielte dort weiterhin erstklassig. Mitte Juni 2017 gab Jenas Bundesliga-Konkurrent BG Göttingen Haukohls Verpflichtung bekannt. In den Farben der „Veilchen“ kam er in zwei Spieljahren auf 65 Bundesliga-Einsätze, in der Saison 2017/18 verbuchte er im Schnitt 5,2 und 2018/19 4,1 Punkte je Begegnung. Mitte Juli 2019 kehrte er in die zweite Liga zu den Nürnberg Falcons zurück, für die er in 28 Spielen 11,2 Punkte im Schnitt erzielte. Nach dem Ende der Saison 2019/20 verkündete sein ehemaliger Verein und Ligakonkurrent Science City Jena die Verpflichtung des Flügelspielers. 2025 wurde er mit Jena Zweitligavizemeister.

## Nationalmannschaft
Haukohl gewann mit der U17-Juniorennationalmannschaft beim Albert-Schweitzer-Turnier 2010 den dritten und 2011 mit der U18-Mannschaft den elften Platz bei der Europameisterschaft. Im selben Jahr trat er bei der ersten U-18-3×3-Basketball-Weltmeisterschaft für Deutschland an und erreichte einen 17. Platz. Mit der deutschen U20-Nationalmannschaft wurde er bei der Europameisterschaft 2013 Elfter. Haukohl war von 2014 bis 2017 Teil der deutschen A2-Nationalmannschaft. Bei der Universiade 2015 gewann er mit der Mannschaft Silber, die bis dahin beste Platzierung einer deutschen Mannschaft bei diesem Wettbewerbs.